# Índice C4
El Índice C4 es un indicador económico que permite calcular la concentración de mercado (o falta de competencia en un mercado).
Su cálculo es muy simple. Consiste en establecer el porcentaje de participación en el mercado de cada una de las empresas intervinientes en el mismo. Y entonces, el índice C4 se calcula sumando los cuatro mayores valores entre esos porcentajes.
{\displaystyle C_{4}=\sum _{i=1}^{4}S_{i}}
La justificación de la forma de cálculo de este índice es también muy sencilla. Si las cuatro mayores empresas participantes de un mercado suman una cuota conjunta de mercado demasiado alta, obviamente allí la competencia no está suficientemente atomizada, pues entre tres o cuatro principales actores no es tan complicado llegar a un acuerdo reservado respecto de los precios, o respecto de la segmentación del mercado, y aun cuando no se establezca ningún acuerdo concreto de asociación o de algún otro tipo.